# 胡安·圣玛丽亚国际机场
胡安·圣玛丽亚国际机场是哥斯达黎加共和国首都圣何塞的两大国际机场之一（另一个是托维亚斯·博拉尼奥斯国际机场），是该国最主要的机场，以该国民族英雄胡安·圣玛丽亚的名字命名。离圣何塞市中心20千米。它是塔卡国际航空的枢纽航站和巴拿馬航空的重点航站，是哥斯达黎加的主要国际机场，许多来自加拿大、欧洲和美国的旅游者在这里上下飞机。哥斯达黎加的其它两个国际机场中只有位于瓜纳卡斯特省的利韦利亚机场有重要航空公司飞行。目前胡安·圣玛丽亚国际机场年吞吐量为410万旅客，是继巴拿马的托库门机场后中美洲第二繁忙的机场。
大型飞机可以在机场的主跑道上起飞降落，目前空中客车A330、A340和波音747和767的客机和货机在这里均有起降。1999年空展的时候一架协和飞机也曾经在这里降落。机场的主要航空公司是塔卡国际航空及其国内航空分公司。机场上还有一个小停机厅，里面有在哥斯达黎加进行试验的飞机，比如高空飞机。
哥斯达黎加政府向所有旅客征收26美元的機場稅，这笔钱可以用现款或者用信用卡支付，可以在机场支付或者事前在旅店或者银行里支付。

## 基础设施

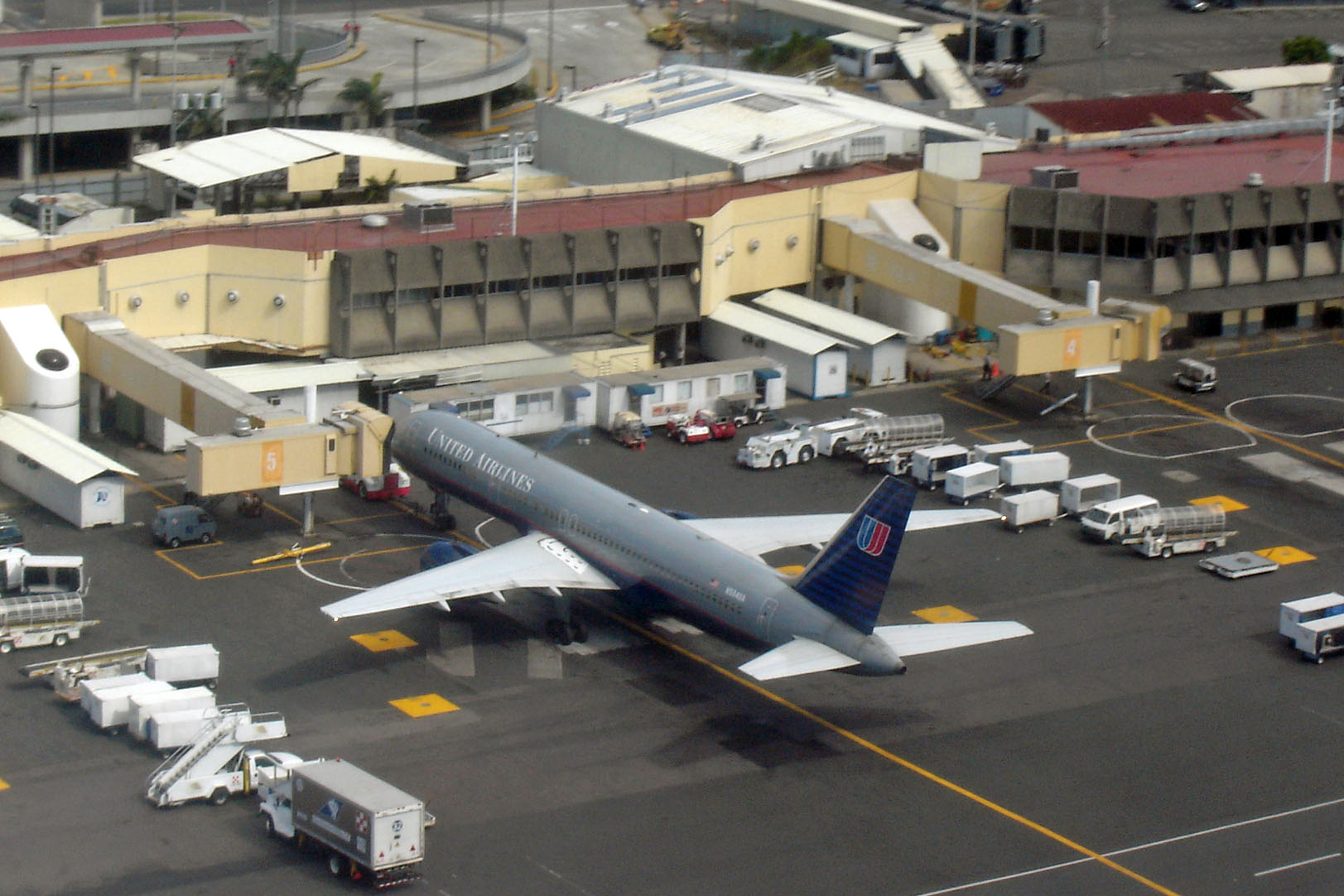
中部航楼的第四和第五号门

机场有17座门，其中9座有空橋。机场可以同时为17架商用飞机提供服务。在机场的一层楼有三座候机室，此外还有要人室。

### 操作和管理
从2001年到2009年机场由一个私人公司管理，这是哥斯达黎加政府试图改善机场的计划之一。2009年7月1日由于该公司违反协议，未能良好管理机场及其建筑，因此一个加拿大-美国联营公司和一个巴西公司接管该机场。新的经理人员被设置，他们的工作目的是把机场改进为一个世界水平的机场。在这些经理人员领导下机场扩建工作在按照计划进行。

## 统计

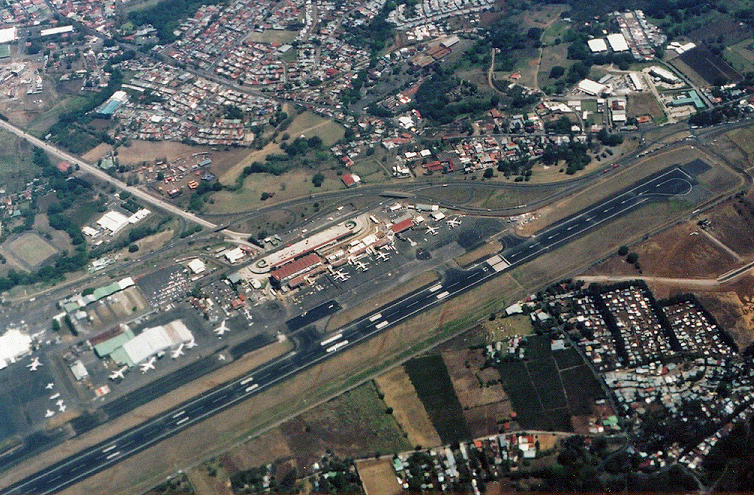
2003年机场建筑和主跑道的空图

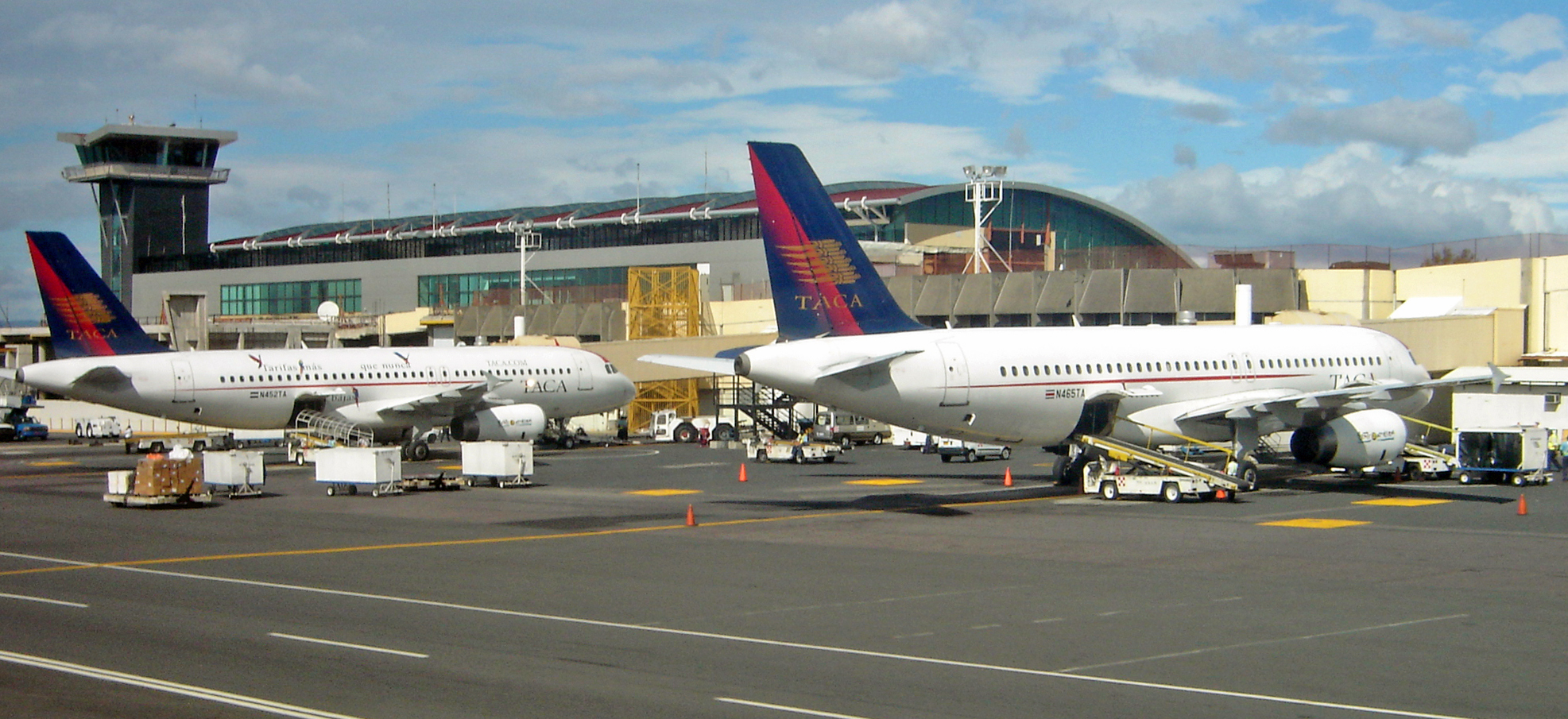
两架塔卡航空公司的空中客车停在胡安·圣玛丽亚国际机场

### 国际停机坪
- 空桥：九座
- 没有空桥：两座

### 地区停机坪
- 没有空桥：六座

## 候机室
主候机楼的底层里有要人候机室，它是机场唯一的商务舱、一等舱候机室，其他旅客可以花钱进入。
机场内还有一个仅接待外交人员的外交官接待室。

## 地面交通
机场外有一汽车站，从这里有去往各地的汽车。
机场也有授权的出租汽车。所有出租汽车均收哥斯大黎加科朗和美元，但是不收其它货币。这些出租汽车是红色的，在门上有一黄三角。除此之外还有一种专门的机场出租汽车，它们是橙色的。

## 候机楼

### 主候机楼
机场上最主要的航空公司是塔卡航空公司，此后有巴拿馬航空、美國大陸航空和美國航空。

### Sansa候机楼

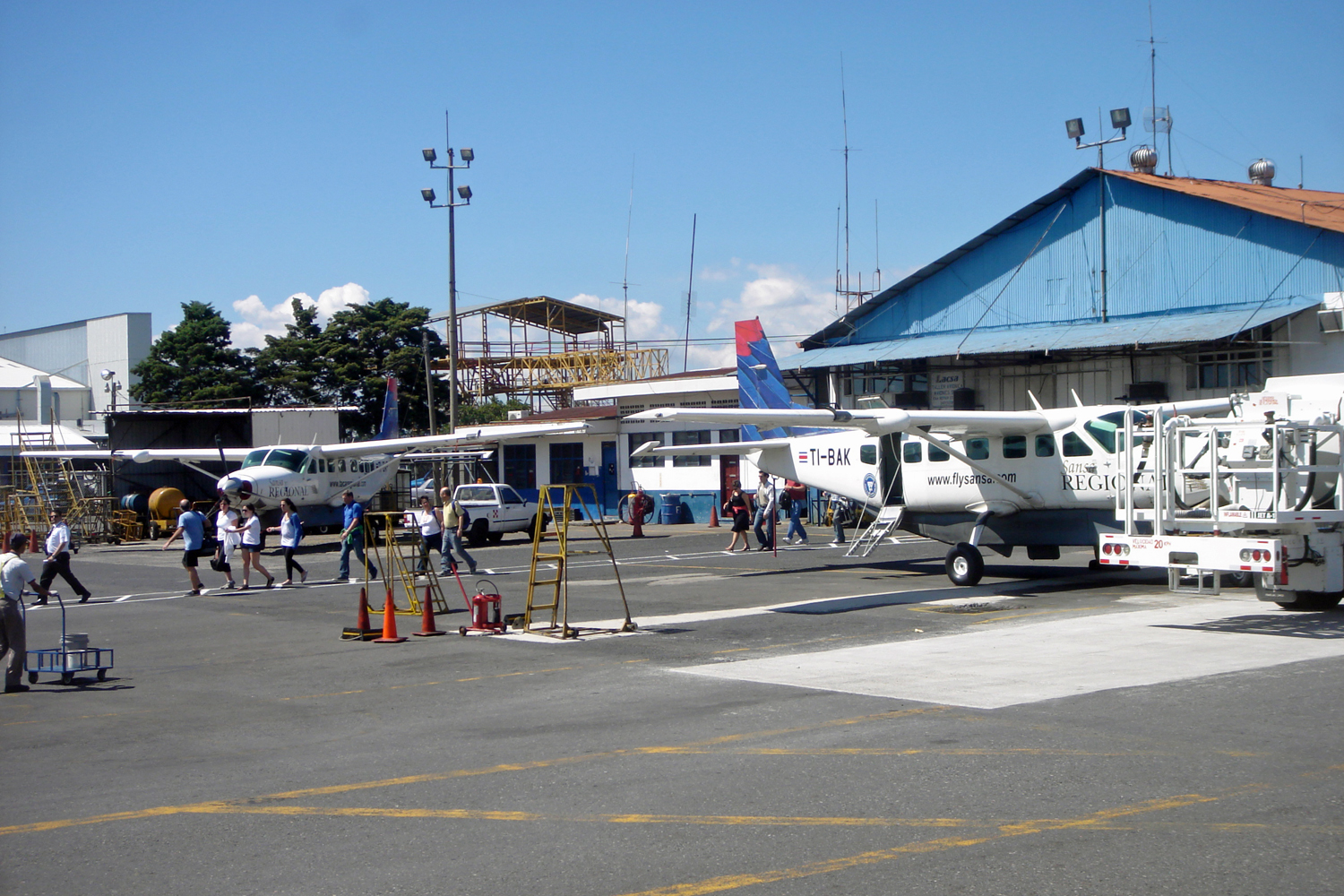
Sansa候机楼

### 候机楼
所有国内航班从候机楼登机。